# St. Augustin (Ingolstadt)
Die katholische Kirche St. Augustin in Ingolstadt südlich der Donau wurde zwischen 1958 und 1959 nach den Plänen des Ingolstädter Architekten Hans Zitzelsperger errichtet.

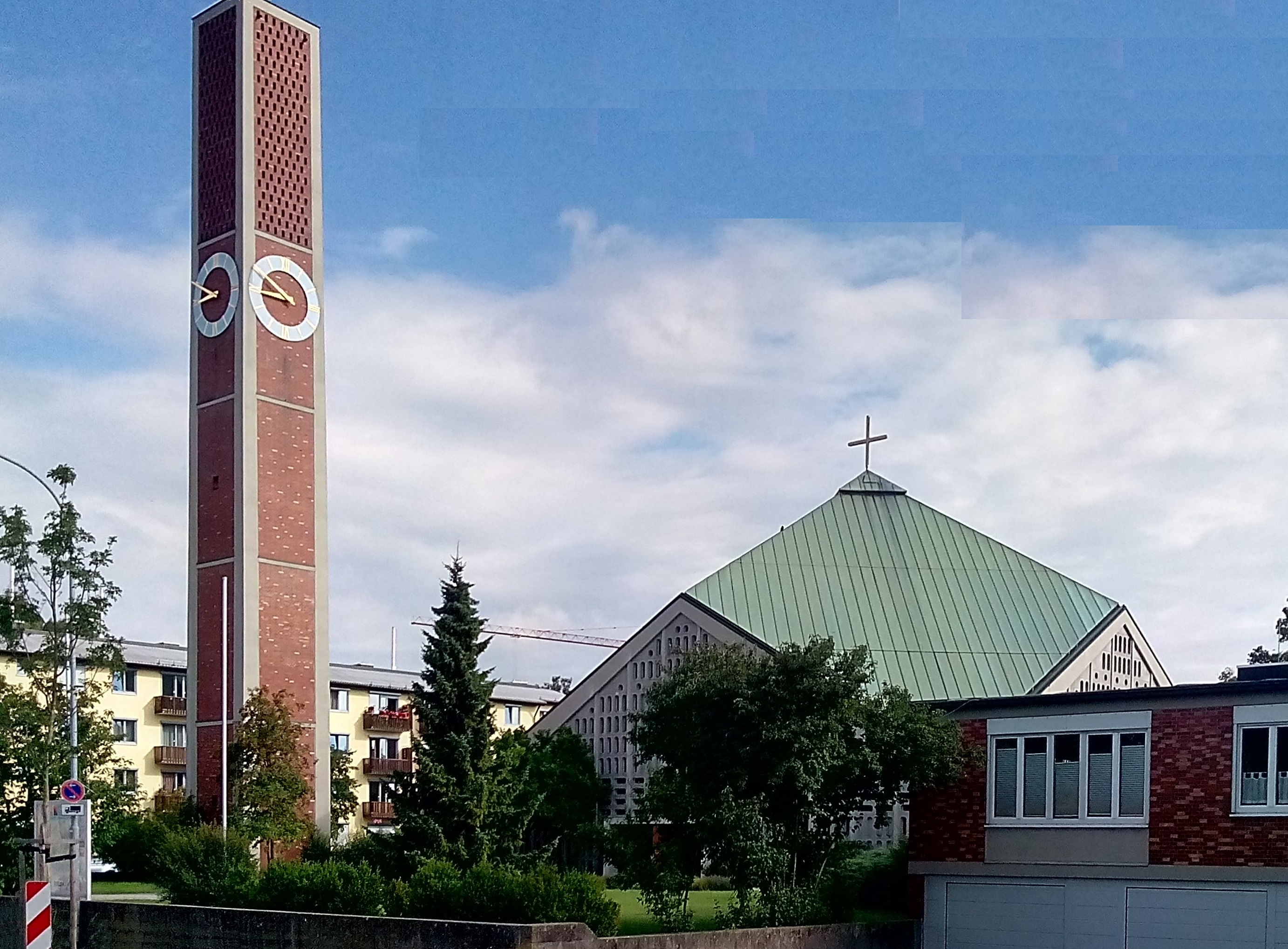
St. Augustin, Ingolstadt

## Lage
Die Pfarrkirche befindet sich im Südosten von Ingolstadt in der Pettenkoferstraße 12.

## Geschichte
Philipp Dirsch, Pfarrer von St. Anton, kaufte im September 1951 einen Acker an der Pettenkoferstraße. Das Patrozinium geht auf den früheren Eigentümer des Baugrundstückes Korbinian Augustin zurück, der ein Drittel des Grundstücks schenkte. 1953 wurde ein erster provisorischer Kindergarten auf dem Grundstück errichtet. Im Juni 1957 errichtete Joseph Schröffer, Bischof von Eichstätt, die Pfarrei. Das Pfarrgebiet wurde durch die Bahnstrecke München–Treuchtlingen, die Donau und die Stadtgrenze von Ingolstadt begrenzt. Im März 1958 wurde Wilhelm Reitzer zum Kurat von St. Augustin ernannt und im Mai 1958 begann die Amtszeit der ersten Kirchenverwaltung. Im November 1958 wurden eine Niederlassung der Niederbronner Schwestern gegründet und der Kindergarten eingeweiht. Der provisorische Kindergarten wurde zur Notkirche umgebaut. Am 12. April 1959 wurde der Grundstein durch Domkapitular Bernhard Mader gelegt. Architekt der Kirche war Hans Zitzelsperger aus Ingolstadt, die künstlerische Ausstattung übernahm Roland Friederichsen und die Bauausführung die örtliche Baufirma Rudolf Röss Bau GmbH. Am 13. Dezember 1959 weihte Joseph Schröffer die Kirche und St. Augustin wurde Stadtpfarrei. Im Jahr 1960 wurden Kirchturm und Außenanlage errichtet. Generalvikar Josef Heindl weihte Ende 1961 die fünf Glocken. Der Kreuzweg stammt von Blasius Gerg und wurde bei Despag, heute Rieter, gegossen. 1985 wurde im Filialkirchenzentrum St. Monika Richtfest gefeiert. Am 18. Oktober 1986 wurde St. Monika von Bischof Karl Braun geweiht. Im Jahr 2011 wurde Erich Schredl Ortspfarrer, er leitet seit 1. Februar 2019 auch die Pfarrei St. Canisius.

### Pfarrer
- 1958–1967: Wilhelm Reitzer (bis 1959 Kurat)
- 1967–1988: Michael Thiermeyer
- 1988–1995: Heinrich Rödig
- 1995–2001: Alfons Hutter
- 2001–2011: Ottmar Breitenhuber
- seit 2011: Erich Schredl

## Orgel

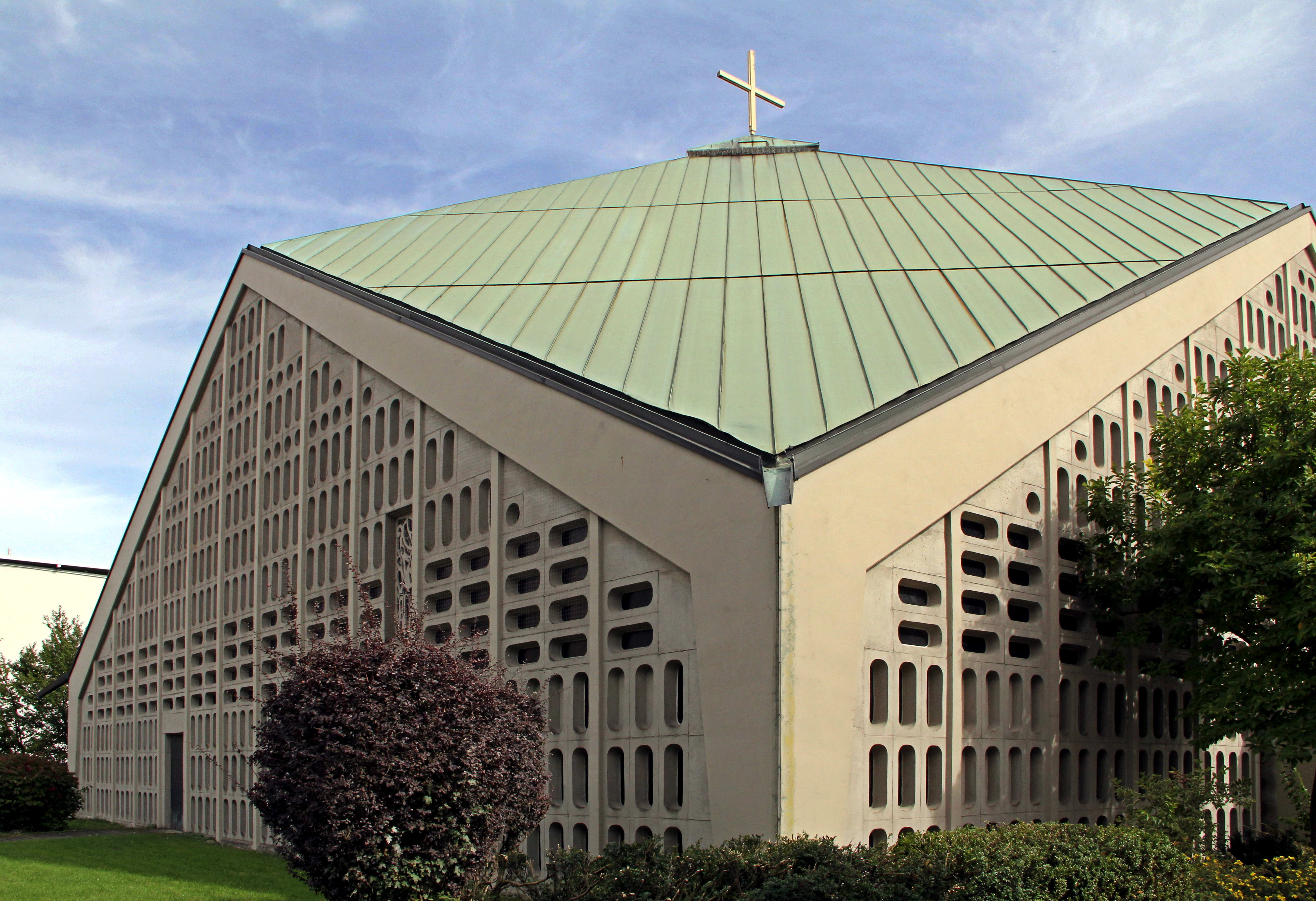
St. Augustin, Fassade

Die Orgel ist ein Schleifladen-Instrument mit 24 Registern auf zwei Manualen und Pedal. Sie stammt von E. F. Walcker aus Ludwigsburg und wurde am 14. Juli 1963 eingeweiht. Anfangs hatte sie nur 22 Register und wurde bei der ersten Überholung 1983 um zwei Register erweitert.
| I Hauptwerk C–g3       |     |
| Pommer                 | 16′ |
| Principal              | 8′  |
| Rohrgedackt            | 8′  |
| Salicional (seit 1983) | 8′  |
| Oktave                 | 4′  |
| Spitzflöte             | 4′  |
| Blockflöte             | 2′  |
| Mixtur V–VI            |     |
| Trompete               | 8′  |

| II Brustwerk C–g3  |       |
| Gedackt            | 8′    |
| Holzprinzipal      | 4′    |
| Gemshorn           | 4′    |
| Prinzipal          | 2′    |
| Sesquialter II     | 2 ⁄3′ |
| Nasat              | 1 ⁄3′ |
| Oktave (seit 1983) | 1′    |
| Zimbel III         | 1⁄2′  |
| Krummhorn          | 8′    |
| Tremolo            |       |

| Pedal C–f1   |                    |
| Subbaß       | 16′                |
| Prinzipalbaß | 8′                 |
| Gedecktbaß   | 8′                 |
| Choralflöte  | 4′                 |
| Hintersatz   | 2 ⁄3′ + 2′ + 1 ⁄3’ |
| Stillposaune | 16′                |

- Koppeln: II/I, I/P, II/P